# Гудков Михайло Євгенович
Миха́йло Євге́нович Гудко́в (11 січня 1983, Українськ, Донецька область, УРСР — 2 липня 2025, Курська область, Росія) — російський військовослужбовець, генерал-майор, єдиний двічі Герой РФ (2023; 2025, посмертно). Заступник головнокомандувача ВМФ Росії (2025).
Був командиром 155-ї окремої гвардійської Курської орденів Жукова та Суворова бригади морської піхоти Тихоокеанського флоту.

## Біографія
Народився 11 січня 1983 року в місті Українськ Донецької області, після чого сім'я переїхала до Новосибірську. У 2000 році закінчив новосибірську школу № 81.
Після закінчення школи вступив на службу до Збройних сил Росії. Брав участь у бойових діях на Північному Кавказі під час другої російсько-чеченської війни.
У 2005 році розподілений у Повітрянодесантні війська Росії. Служив у 83-й окремій повітрянодесантній, з 2010 року — десантно-штурмовій бригаді в Уссурійську. Пройшов шлях від командира парашутно-десантного взводу до командира десантно-штурмового батальйону.
Після закінчення Загальновійськової академії Збройних сил Російської Федерації призначений заступником командира 155-ї окремої бригади морської піхоти Тихоокеанського флоту у Владивостоці.
З 24 лютого 2022 року брав участь у війні проти України.
Був командиром 155-ї окремої гвардійської бригади морської піхоти Тихоокеанського флоту. У березні 2025 року призначений заступником головнокомандувача ВМФ Росії.
2 липня 2025 року ліквідований ракетним ударом ЗСУ по командному пункту з групою інших офіцерів, разом із них ліквідовано Нарімана Шихалієва поблизу селища Коренево, приблизно за 30 км від українського кордону.
Гудков є одним із найвищих російських військових офіцерів, убитих з моменту повномасштабного вторгнення Росії в Україну в 2022 році.

## Звання та нагороди
- Герой РФ (2023; 2025, посмертно)[7][8][9].
- Орден Мужності
- Медаль Жукова
- Медалі Міністерства оборони РФ

## Пам'ять
- У Новосибірську на будівлі ліцею № 81, в якому навчався Гудков, встановлено меморіальну дошку (2024)[10].